# Riserva naturale Sasso Fratino
La riserva naturale integrale di Sasso Fratino, nel cuore del Parco nazionale delle Foreste Casentinesi, Monte Falterona e Campigna, è la prima riserva naturale integrale in Italia, istituita nel 1959 ed estesa per 764,25 ettari di superficie sul versante forlivese e cesenate del crinale appenninico, ricompreso nei comuni di Bagno di Romagna e Santa Sofia in Provincia di Forlì-Cesena.
È una delle 149 riserve naturali e foreste demaniali del Raggruppamento Carabinieri per la Biodiversità, inserita nel complesso delle Riserve Naturali Biogenetiche Casentinesi gestite dal Reparto Carabinieri Biodiversità di Pratovecchio (AR): l'antica foresta rappresenta il cuore topografico e naturalistico del Parco Nazionale delle Foreste casentinesi, Monte Falterona e Campigna, istituito nel 1993.
Insignita fin dal 1985 del Diploma europeo delle aree protette, è stata istituita allo scopo di conservare uno dei pochi lembi di foresta giunto a noi quasi intatti grazie alla presenza di aspri pendii rocciosi e alla mancanza di vie d'accesso che da sempre l'hanno caratterizzata, le cui caratteristiche ne hanno impedito la colonizzazione umana.Il 7 luglio 2017 a Cracovia la Commissione UNESCO l'ha inserita nel Patrimonio Mondiale dell'Umanità tra le faggete vetuste europee all'interno del sito seriale Foreste primordiali dei faggi dei Carpazi e di altre regioni d'Europa.

## Accesso
Ogni accesso all'interno dell'area protetta è vietato, costituisce illecito penale, e sanzionato dalle guardie forestali che ne sorvegliano i confini. Gli stessi sono ben segnalati da numerosi cartelli.

## Storia

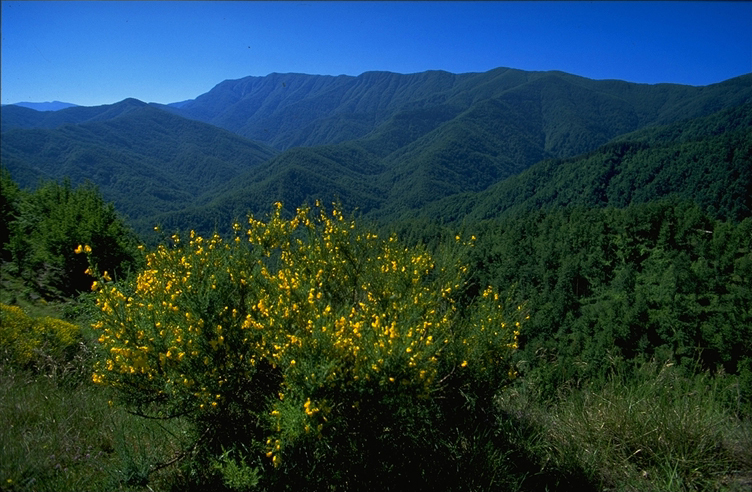
Sullo sfondo il Crinale di Sasso Fratino

La storia dell'attuale R.N.I. di Sasso Fratino è indissolubilmente legata alla storia delle Foreste Casentinesi. Questa è stata approfondita in particolare da Gabrielli e Settesoldi (1977).
Le Foreste Casentinesi sono state sottoposte ad una gestione sostanzialmente unitaria fin dal Medioevo. Attorno al 1000 d.C., la foresta faceva parte di un esteso feudo di proprietà della potente famiglia dei Conti Guidi di Modigliana e di Battifolle, e doveva presentarsi ancora in buona parte sotto forma di foresta vergine.
Nel 1380 la Repubblica Fiorentina sconfigge militarmente i Guidi. La foresta fu confiscata ed assegnata, con due successive donazioni, all'Opera del Duomo di Santa Maria Novella. L'opera iniziò un intenso sfruttamento commerciale della foresta. Il legname dell'Opera era molto richiesto dai cantieri navali di Pisa e di Livorno e dalla città di Firenze per la costruzione di palazzi e chiese (tra cui il Duomo stesso). La gestione consisteva nello sfruttamento indiscriminato degli alberi di maggiore pregio (una sorta di taglio a scelta commerciale) e cioè degli abeti plurisecolari che si potevano trovare nel bosco misto di abete e faggio. Per esempio, la realizzazione di un albero di maestra di galeazza (l'assortimento di maggior pregio) richiedeva un toppo della lunghezza di 28 metri, con un diametro in punta di 46 centimetri!
I tagli erano effettuati preferibilmente nelle zone più accessibili, cercando, con scarsi risultati, di sfruttare le altre zone (tra cui l'attuale riserva di Sasso Fratino) mediante concessioni di taglio a terzi e assegnandole alle popolazioni locali perché vi esercitassero i loro diritti di legnatico. Gabrielli e Settesoldi (1977) riferiscono di documenti del 1701 in cui l'Opera del Duomo disponeva che le concessioni di taglio di legname a terzi dovessero essere fatte in zone particolarmente impervie, mai interessate da tagli da parte delle maestranze dell'Opera; tra queste località veniva indicato anche il nucleo centrale dell'attuale riserva di Sasso Fratino, destinata agli abitanti di Ragginòpoli (frazione di Poppi-Arezzo). Anche in seguito (1721) vennero espresse analoghe raccomandazioni, segno che i tagli non vennero eseguiti completamente, se non tralasciati.

### Lo sfruttamento del legname
Il legname veniva esboscato a strascico, mediante l'utilizzo di buoi fino alla Badia di Pratovecchio, sede dell'amministrazione, ed ammassato nei piazzali in attesa delle piene dell'Arno. Il legname veniva quindi riunito in ‘‘foderi’’ (rudimentali zattere) e fluitato fino a Firenze o a Pisa.
La gestione dell'Opera determinò la sostituzione di buona parte del bosco misto originario in più redditizie abetine, attraverso un'aspra lotta al faggio ed alla sua rinnovazione.
Alla lunga, le foreste vennero notevolmente impoverite da questo tipo di gestione: tagli a scelta commerciale, ignoranza delle pratiche del vivaismo e del rimboschimento, ingenti tagli abusivi. A ciò si sommava la pressione esercitata dalle popolazioni romagnole, che attraverso un eccessivo pascolo in foresta e la pratica del ‘‘ronco’’ (taglio, abbruciamento della ramaglia e dissodamento) determinava una progressiva riduzione della superficie forestale e notevoli problemi di tipo idrogeologico.
A causa della caduta del prezzo del legname avvenuta nel '700, la foresta, non più redditizia, nel 1818 venne concessa in enfiteusi ai Monaci Camaldolesi, ma la situazione non migliorò.

### La gestione del Granducato di Toscana
Nel 1838 la foresta passò sotto le Reali Possessioni del Granducato di Toscana. Il Granduca Leopoldo II ne affidò la gestione a Karl Simon (che italianizzò il suo nome in Carlo Siemoni), tecnico forestale boemo. Egli effettuò notevoli investimenti, applicando le più avanzate conoscenze e tecnologie forestali dell'epoca: introdusse le pratiche del rimboschimento, del vivaismo, del diradamento (prima praticamente sconosciute); razionalizzò la viabilità forestale; sperimentò specie esotiche (senza grandi successi). Al Siemoni si deve la creazione di estese abetine pure (trattate a taglio raso con rinnovazione artificiale posticipata) e purtroppo anche un certo inquinamento del patrimonio genetico della specie, attraverso l'importazione di seme dal Tirolo e dalla Boemia.
Nel 1852 la foresta fu acquistata a titolo personale dal Granduca, affinché il lavoro del Siemoni non venisse intralciato da eccessivi intoppi burocratici.
Dal 1900 al 1914 la foresta venne ceduta dai Lorena alla S.A.I.F., società privata che la sfruttò notevolmente per la produzione di traverse ferroviarie e carbone. A questo periodo risalgono probabilmente le 272 aie carbonili presenti nella riserva. Le popolazioni locali, preoccupate per l'eccessivo sfruttamento, che sottraeva la materia prima agli artigiani, sollecitarono l'acquisto della foresta da parte dello Stato. Il 2 marzo 1914 la foresta fu acquistate dall'Azienda speciale per il Demanio Forestale di Stato. Iniziò una notevole opera di miglioramento: vennero effettuati rimboschimenti di terreni nudi, ricostituzione dei boschi cedui degradati, acquisto di nuove proprietà. Vennero inoltre riparati i danni causati dalle intensissime utilizzazioni effettuate durante le due guerre mondiali.
Per quanto riguarda l'area corrispondente all'attuale riserva, occorre far notare che gli interventi antropici furono sempre molto più limitati rispetto alle altre zone delle Foreste Casentinesi. Le prime notizie sulla gestione statale risalgono al 1915: secondo la ‘‘Relazione sull'Azienda del Demanio Forestale dello Stato'’ (Relazione Sansone) l'area corrispondente all'attuale riserva ‘‘è stata sempre utilizzata pochissimo: in qualche punto si potrebbe dire che non è stata utilizzata mai'’. Mancano poi notizie fino al periodo 1934-1943, per il quale il piano di gestione prevedeva tagli nel nucleo centrale della riserva (particelle 4-5-6) che però non furono mai eseguiti. Al periodo 1943-1952 risalgono ingenti tagli nella parte occidentale della riserva, che hanno lasciato notevoli segni nella struttura del soprassuolo, tracce di teleferiche e carbonaie. Il piano per il decennio 1953-1962 prevedeva dei tagli solo in parte eseguiti. Fuori del nucleo centrale furono comunque eseguite prudenti utilizzazioni fino agli anni ‘60. Sicuramente vi furono tagli ingenti durante i periodi bellici, ma non esiste documentazione al riguardo.

### Istituzione della Riserva Naturale Integrale
Nel 1959 prima in Italia, grazie anche all'impegno dell'allora Amministratore delle Foreste Demaniali Casentinesi Dott. Fabio Clauser (Corpo Forestale dello Stato) e del Prof. Mario Pavan (Università di Pavia), viene istituita la Riserva Naturale Integrale di Sasso Fratino su un'area di 113 ha sul versante nord-est di Poggio Scali; successivamente venne estesa a più riprese su proposta dell'allora Amministratore delle Foreste Demaniali Prof. Michele Padula (1971: 110 ha, 1972: 261 ha, 1980: 551 ha) fino agli attuali 764,25 ha. D.M. 15 aprile 1983 (G.U. n° 172 del 24 giugno 1983). Il resto delle foreste che circonda Sasso Fratino sono costituite dalle Riserve Naturale Biogenetiche di Campigna, Scodella, Camaldoli e Badia Prataglia - Lama (gestite dal Reparto Carabinieri Biodiversità di Pratovecchio) e dalla Riserva Integrale della Pietra (istituita nel 1992 dalla Comunità Montana del Casentino) di proprietà della Regione Toscana (gestita attualmente dall'Unione dei Comuni Montani del Casentino).
Negli anni successivi alla nascita di Sasso Fratino, nel Parco Nazionale delle Foreste Casentinesi, Monte Falterona e Campigna, sono state istituite altre Riserve Integrali: la R.N.I. del Monte Falco, la R.N.I. del Rovino, la R.N.I. del Monte Penna, la R.N.I. della Pietra e l'area integrale della Posticcia.
Nel 1985 alla R.N.I. di Sasso Fratino viene assegnato il Diploma Europeo per la conservazione della natura da parte del Comitato dei Ministri del Consiglio d'Europa. Nel 1993 viene istituito il Parco nazionale delle Foreste Casentinesi, Monte Falterona e Campigna, e la Riserva di Sasso Fratino fu inserita nella zona di protezione integrale.

## Territorio
La Riserva si localizza nel versante settentrionale dell'Appennino Tosco Romagnolo, ha una altitudine massima di 1520 m. (Poggio Scali) e una minima di 650 m. (Ponte di Campo alla Sega). La morfologia è estremamente accidentata con crinali secondari che delimitano profondi fossi, originatisi dall'erosione delle marne e dal conseguente crollo dei banchi arenacei. Il pendio presenta un'alternanza di zone a fortissima pendenza (talora verticali) con aree relativamente pianeggianti. Il territorio è attraversato da numerosi torrenti con andamento da Sud-Ovest a Nord-Est, frequenti sono i salti e le cascate a causa della stratificazione della roccia sottostante. La sua esposizione prevalente è Nord-Est. Si estende per una lunghezza massima di 6,6 km e per una larghezza massima di 2,2 km

## Geologia
Il substrato geologico che modella i versanti della Riserva di Sasso Fratino è piuttosto omogeneo e riferibile alla Formazione Marnoso Arenacea, sedimentata nel Miocene medio e superiore, tra i 18 e i 10 milioni di anni fa. Si presenta come un'alternanza di arenarie quarzoso feldspatiche-micacee, marne, siltiti e argilliti. Dalle quote più elevate fino agli 800 metri affiorano bancate arenacee molto spesse, silicee e ricche di miche, a composizione arcosica.

### Tettonica
Questa parte di Appennino risulta dalla sovrapposizione tettonica delle falde derivate dalle coperture sedimentarie del dominio toscano, caratterizzato dalla formazione del "Macigno", costituita da torbiditi arenacee antiche, sul dominio umbro-romagnolo, caratterizzato dalla Formazione Marnoso Arenacea.

## Vegetazione
Il nucleo della Riserva, compreso tra Poggio Scali (1520 m) e Quota 900, è caratterizzato da boschi misti di faggio e abete bianco. Altre latifoglie come l'acero montano, l'acero riccio, l'olmo montano, il tiglio nostrano, il frassino maggiore e conifere come il tasso, partecipano alla copertura. Sopra i 1300 m. la foresta è una faggeta pressoché pura. Sotto gli 800 m. al bosco misto faggio abete, partecipano latifoglie quali il cerro, il rovere, la roverella, l'acer opalus, l'acero campestre, il sorbo ciavardello, il carpino nero, il carpino bianco, l'orniello e il nocciolo. Il faggio è la specie dominante in tutta l'area. Il legno morto di questi alberi svolge un'importante funzione sotto il profilo della biodiversità, in quanto permette l'attivazione di catene alimentari assenti nei boschi coltivati, legate alla presenza di microrganismi, funghi, insetti e uccelli.

### Flora
La Riserva è caratterizzata da un'importante copertura forestale di fustaie mature, con una ricca florula erbacea che, per struttura e composizione, rendono queste cenosi con un alto valore di naturalità. Numerosi gli studi effettuati su questo lembo di territorio, svolti da scienziati provenienti da tutto il mondo. Tra le specie endemiche sono da citare: Arenaria bertolonii, Brachypodium genuense, Festuca inops, Sesleria pichiana e Epipactis flaminia. L'importanza fitogeografica della Riserva è testimoniata anche dalla presenza di specie quali: Filipendula ulmaria subsp. denudata (che ha nella Riserva Integrale le uniche stazioni dell'Appennino Tosco-Emiliano), Leucopoa dimorpha, Carex macrolepis (che hanno qui le uniche stazioni in ambito regionale), Gymnocarpium robertianum (uniche stazioni dell'Appennino Tosco - Romagnolo) e Phegopteris connectilis (limite meridionale dell'areale). Tra le altre entità di rilievo si ricordano: Asplenium viride, Polysticum lonchitis, Saxifra aizoides, Matteuccia struthiopteris (uniche stazioni dell'Appennino) e Huperzia selago.

### Micologia
La grande quantità di necromassa, ben differenziata dal punto di vista strutturale e delle varie fasi di decomposizione, determina la straordinaria ricchezza delle specie fungine. Lunghe indagini micologiche hanno permesso ai ricercatori di mettere a punto una checklist delle specie fungine di Sasso Fratino. Attualmente nella Riserva sono presenti 544 specie fungine (delle quali 250 sono apylophoroidi, un numero elevatissimo rispetto al totale), tra queste tre specie sono nuove per la scienza Botryobasidium sassofratinoense Bernicchia & Ryvarden, Fomitopsis labyrinthica Bernicchia & Ryvarden e Ceriporiopsis guidella Bernicchia & Ryvarden. Oltre dieci specie sono segnalate solo per la Riserva Integrale, numerosi sono i ritrovamenti di specie rare e molto rare, a conferma dell'incredibile ricchezza naturalistica presente all'interno della Riserva.

## Fauna

### Fauna maggiore
Cinque sono le specie di ungulati presenti all'interno della Riserva Integrale: tre cervidi, il cervo europeo, il capriolo e il daino, un suide, il cinghiale e un bovide, il muflone. Queste specie, con proporzioni diverse, sono sottoposte alla predazione del lupo. Sia il lupo che gli ungulati, rappresentano una delle popolazioni numeriche più importanti di tutto l'Appennino.
Per quanto riguarda i carnivori possiamo parlare solo al passato per quanto riguarda l'orso, estintosi localmente nei primi decenni dell'Ottocento per colpa di una caccia spietata, ma di cui restano segni toponomastici in queste montagne (Siepe dell'Orso, Ca' dell'Orso, ecc.)
Tra i felidi è recente la conferma della presenza del gatto selvatico europeo nel territorio delle Riserve e in quelli limitrofi. Dibattuta è la discussione sulla presenza della lince eurasiatica, in quanto storicamente non si riesce ad accertare fino a quando essa abbia occupato anche la dorsale appenninica settentrionale; sicuramente qualche individuo è stato presente nelle Riserve, ma la provenienza di questi animali è incerta.

### Micromammiferi
Importante la presenza di micromammiferi (mammiferi non volatori il cui peso non supera il chilogrammo), importante fonte di cibo per numerose specie di predatori come donnole, faine, volpi e rapaci. Ne sono state rinvenute 21 specie, tra cui 5 specie di toporagni (tra i quali anche una crocidura), il moscardino, il ghiro, il riccio e lo scoiattolo rosso.

### Chirotteri
Le specie di chirotteri segnalate per il Parco Nazionale rappresentano il 72 % di quelle segnalate in tutto il territorio toscano ed emiliano romagnolo. Il rapporto fra gli ecosistemi forestali e i pipistrelli è molto stretto e particolarmente significativo per la maggior parte delle specie, che frequentano gli ambienti boschivi sia come rifugio che come zona di caccia nei confronti degli insetti. Le più caratteristiche sono le nottole, il barbastello, gli orecchioni, il rinolofo e il vespertillo.

### Avifauna
La foresta presenta al suo interno aree ed elementi intoccati dall'uomo, quali lo sviluppo di un sottobosco vario, la presenza di alberi morti, di piccole interruzioni di copertura boschiva, di balzi rocciosi oltre a importanti variazioni di pendenza e radure e praterie montane nelle aree sommitali; queste caratteristiche favoriscono la biodiversità degli uccelli. Le specie, oltre 50, che popolano quest'area sono prevalentemente quelle più legate all'ambiente boschivo. Si segnalano in particolare l'aquila reale, il gufo reale, il falco pellegrino, il gheppio, l'astore, lo sparviere e la poiana comune per quanto riguarda i rapaci; il picchio nero verde rosso muratore, il ciuffolotto, il codirosso, la ballerina, il pettirosso, il rampichino alpestre e molti altri.

### Rettili
Tra i rettili si segnalano la vipera comune, la natrice dal collare, il biacco, il colubro d'Esculapio, l'orbettino italiano e la lucertola muraiola.

### Anfibi
La Riserva ospita 5 specie di anfibi. Sasso Fratino rappresenta un fondamentale baluardo di naturalità per la salamandra pezzata, il geotritone italiano, la salamandrina dagli occhiali e il tritone, oltre alla rana.

### Invertebrati
Grazie anche all'enorme mole di dati ricavabili nel "Repertorio sistematico topografico della Flora e della Fauna vivente e fossile della Romagna" di Pietro Zangheri la conoscenza degli invertebrati presenti a Sasso Fratino è piuttosto completa. In quest'opera gli invertebrati citati per quest'area sono poco meno di 600 taxa, ripartiti in 3 phyla: Anellidi (4), Molluschi (8), e Artropodi (8 crostacei, 7 chilopodi, 4 diplopodi, 29 aracnidi e oltre 500 insetti; fra questi ultimi gli ordini maggiormente rappresentati sono i coleotteri, i ditteri, i lepidotteri e gli imenotteri).